# Adolphe Brisson
Pour les articles homonymes, voir Brisson.
Adolphe Brisson est un journaliste et critique dramatique français, né le 17 avril 1860 à Paris et mort le 28 août 1925 dans la même ville.

## Biographie
Adolphe Brisson est le fils de l'éditeur de presse Jules Brisson, et l'époux de Madeleine Sarcey (1869-1950), alias Yvonne Sarcey, qui était la fille du critique littéraire Francisque Sarcey, collaborateur du journal L'Opinion nationale, puis journaliste au quotidien Le Temps.
Il devient membre de la Société astronomique de France en 1898.
Il reprend, à la mort de son père en 1902, la direction des Annales politiques et littéraires que ce dernier avait fondées en 1883 avec des signatures prestigieuses du milieu littéraire, des commentaires, et de chroniques rédigés par Yvonne Sarcey. La publication a un grand succès auprès de la petite et moyenne bourgeoisie de province. En 1907, Yvonne Sarcey fonde pour sa part l'Université des Annales, vite renommée pour la qualité de ses conférences.
L'Académie française lui décerne le prix Narcisse-Michaut en 1903 pour la publication du Journal de jeunesse de Francisque Sarcey (1839-1857).
En 1917, la revue tire à près de deux cent mille exemplaires.
Brisson compte parmi ses amis de nombreux artistes et réunira, avec Anatole France et Antonio de La Gandara, le Comité Moréas formé en vue d'élever un monument à la gloire du poète après sa mort, en 1910.
Adolphe Brisson est le père de Pierre Brisson (1896-1964), qui fut directeur du Figaro de 1938 jusqu'en 1964.

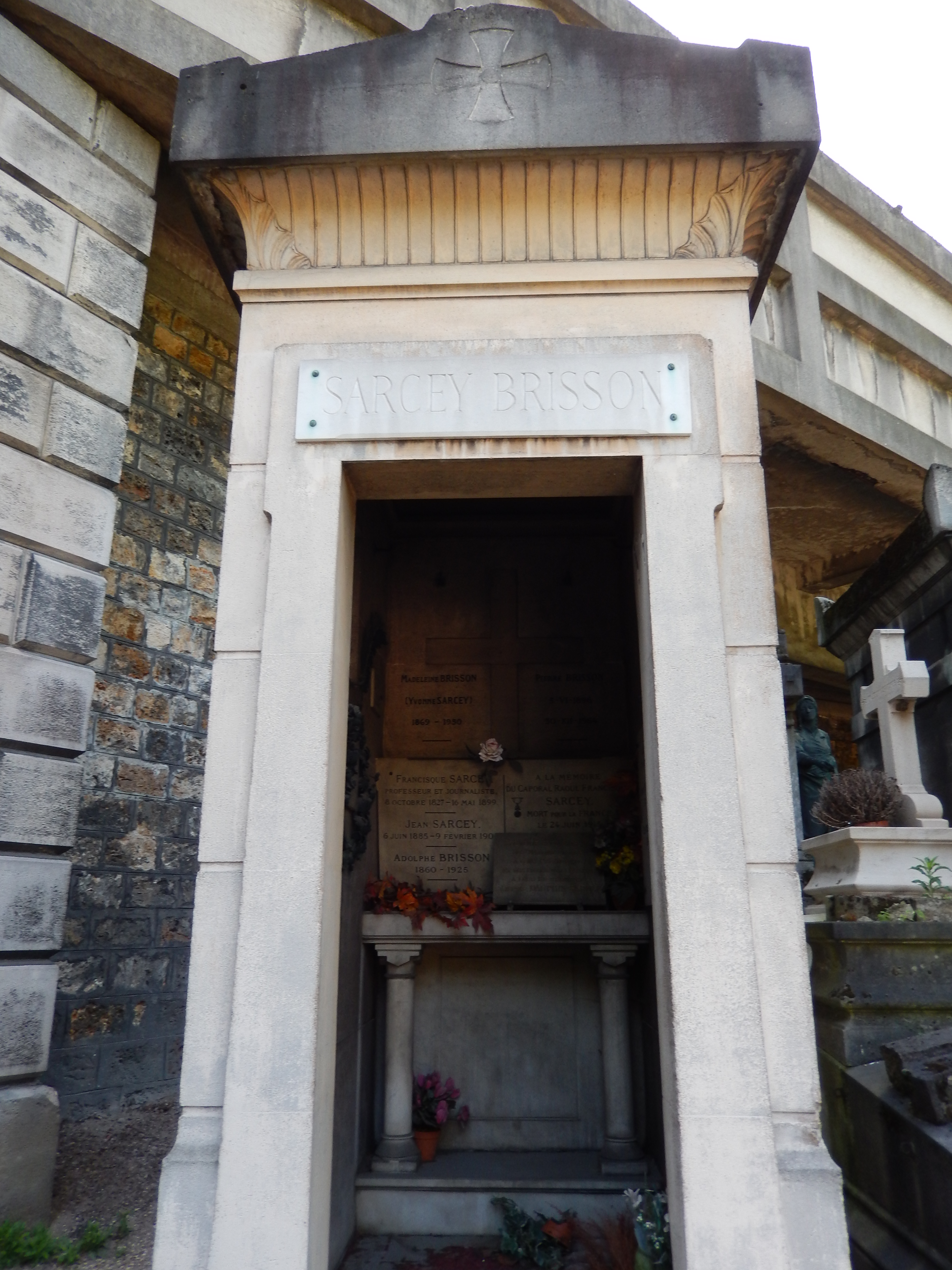
Tombe d'Adolphe Brisson, son épouse et sa belle-famille au cimetière de Montmartre (division 2).

Il est inhumé au cimetière de Montmartre (division 2).